# Georg Bernhard

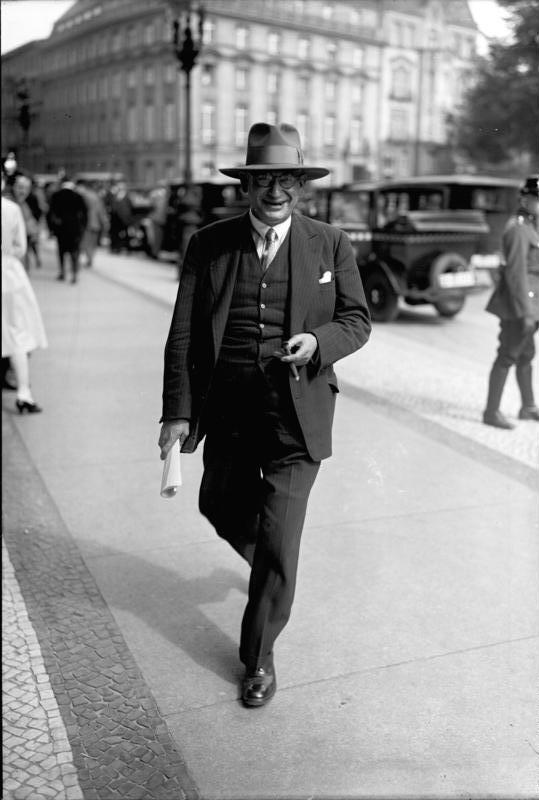
Georg Bernhard (1928)

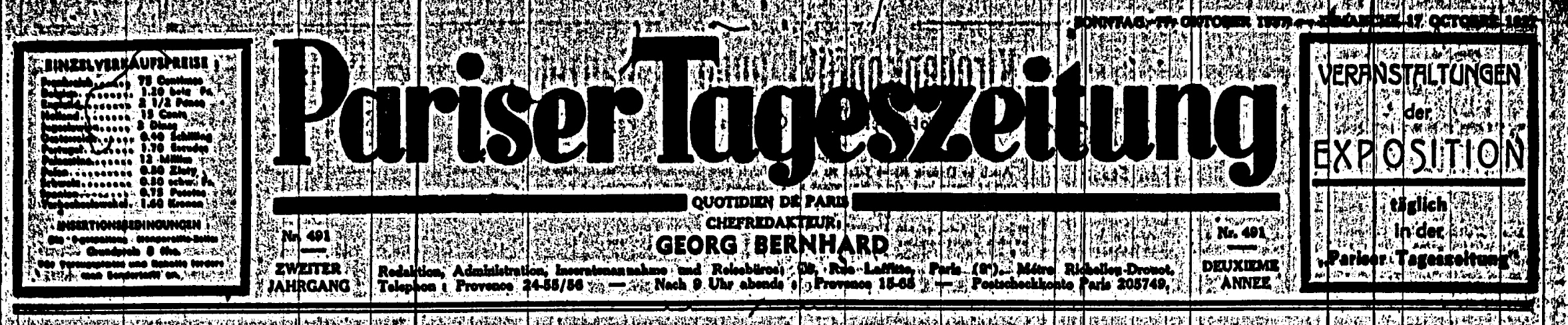
Pariser Tageszeitung (1937)

Georg Bernhard (* 20. Oktober 1875 in Berlin; † 10. Februar 1944 in New York) war ein linksliberaler deutscher Publizist jüdischer Abstammung, der sich schon früh gegen den Nationalsozialismus engagierte. Er musste im Jahr 1933 emigrieren und war der Gründer einer bedeutenden Exilzeitung.

## Leben
Bernhards Vater Hermann war als Kaufmann tätig, seine Mutter Helene war eine geborene Soberski. Georg Bernhard absolvierte eine Banklehre und war Wirtschaftsjournalist tätig. Im Jahr 1899 heiratete er Fritze Mühsam, die Tochter von Louis Mühsam und seiner Frau Bertha. 1901 wurde ihre Tochter Stefanie Ruth geboren, die Schauspielerin wurde. 1912 wurde die Tochter Eva Marie geboren. Im Jahr 1939 heiratete Bernhard im Exil in Paris die Malerin Gertrud Landsberger, Tochter des Berliner Apothekers Hans Sachs. Landsberger malte unter dem Pseudonym Gert Sax.
In den Jahren 1898 bis 1903 hatte Bernhard eine Stellung als Handelsredakteur bei der zu Ullstein gehörenden Berliner Zeitung. Parallel dazu studierte er Rechts- und Staatswissenschaften. 1904 bis 1925 gab Bernhard die Wirtschaftszeitung Plutus heraus, deren Begründer und Besitzer er war. Ab 1908 war er in der Verlagsleitung bei Ullstein beschäftigt. Als der Ullstein-Verlag 1914 die Vossische Zeitung kaufte, wurde Bernhard bis 1920 als zweiter Chefredakteur neben dem bisher alleinigen Chefredakteur Hermann Bachmann eingesetzt. Ab 1916 hielt er auch Vorlesungen als Dozent an der Handelshochschule Berlin. Von 1920 bis 1930 amtierte Bernhard als alleiniger Chefredakteur der Vossischen Zeitung. Bernhard formte die Zeitung zu einem linksliberalen Blatt. Er trat für den Ausbau der Demokratie und – trotz des Versailler Vertrags – entschieden für eine Verständigung mit Frankreich ein. Er wirkte in jüdischen Verbänden mit. Sein Diskussionsstil war sehr entschieden und er hielt mit seiner Meinung nicht hinter dem Berg. Auch das machte Bernhard zu einem bevorzugten Ziel antisemitischer Hetze.
Bernhard war um das Jahr 1900 Mitglied der SPD geworden. Er gehörte dem revisionistischen Flügel der Sozialdemokratischen Partei an und geriet deswegen 1903 mit dem Parteivorstand in Auseinandersetzungen. Im Jahr 1906 wurde er ausgeschlossen. Er gehörte 1918 zu den linksliberalen Mitbegründern der Deutschen Demokratischen Partei und war Mitglied im Vorstand. Bernhard war ein wichtiger Verteidiger der Demokratie und bekämpfte die Nationalsozialisten entschieden. In den Jahren 1928 bis 1930 war er Abgeordneter im Reichstag. Als sich im Jahr 1930 die DDP mit der dem Jungdeutschen Orden nahestehenden Volksnationalen Reichsvereinigung zur Deutschen Staatspartei vereinigte, verließ Bernhard die DDP und schloss sich der neu gegründeten Radikaldemokratischen Partei an. Er war ihr prominentestes jüdisches Mitglied.
Im Februar 1933 war Bernhard in Berlin noch Mitorganisator des Kongresses Das Freie Wort. Nach der Machtübernahme der Nationalsozialisten flüchtete er 1933 nach Paris. Bernhards Name stand schon auf der Ersten Ausbürgerungsliste des Deutschen Reichs von 1933. Am 16. April 1933 traf Bernhard in Paris mit Harry Graf Kessler zusammen, der in seinem Tagebuch festhielt: „Bernhard, der seine ziemlich abenteuerliche Flucht […] erzählte, sagte, er 'wolle nie wieder nach diesem Lande (Deutschland) zurück. Er betrachte sich nicht mehr als Deutscher'. Er sprach mit der äußersten Erbitterung.“

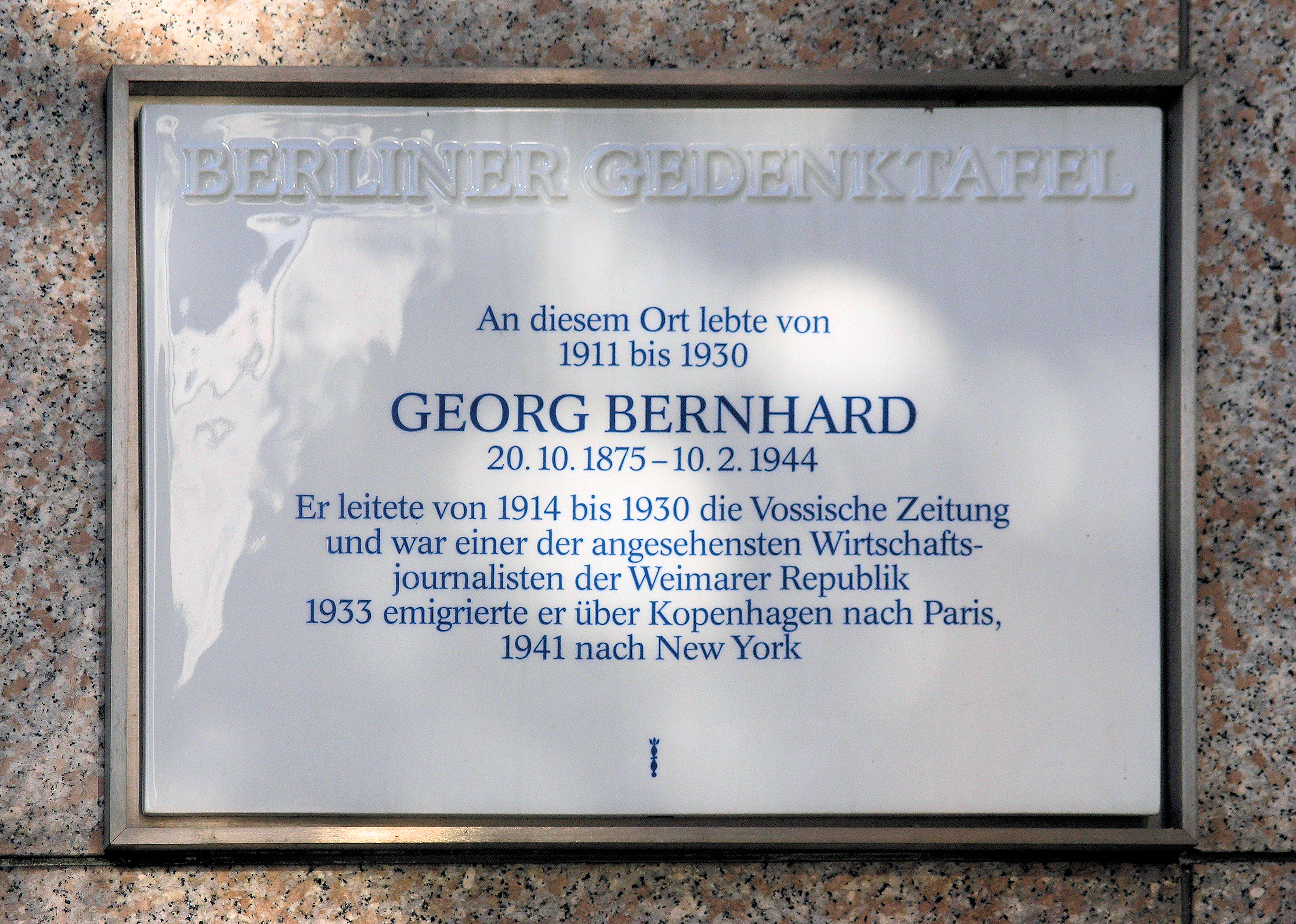
Berliner Gedenktafel am Haus Kleiststraße 21, in Berlin-Schöneberg

Im Dezember 1933 gründete Georg Bernhard mit Freunden das Pariser Tageblatt als Tageszeitung der deutschen Opposition. Der Verleger und vermutliche Geldgeber war der emigrierte Russe Wladimir Poliakov, der Vater von Léon Poliakov. Bernhard wurde der Chefredakteur. Die Zeitung war eine wichtige Plattform für die etwa 35.000 in Frankreich befindlichen Flüchtlinge, wurde aber auch in den anderen Ländern des Exils vertrieben. Das Pariser Tageblatt bemühte sich auch, das gastgebende Land in sachlicher Form über den verbrecherischen Charakter der Hitlerregierung aufzuklären. Das war Goebbels natürlich nicht unbekannt geblieben. Der Eintrag über Georg Bernhard im Meyers Lexikon von 1936 lautet denn auch: „Bernhard, Georg, jüd. Emigrant, …, übte als Chefredakteur der ‚Vossischen Zeitung‘ einen starken, zersetzenden pol. Einfluss aus, wegen seiner deutschfeindlichen Hetze als Herausgeber des ‚Pariser Tageblatts‘ 1933 ausgebürgert“.
Bernhard nahm Anfang Juni 1936 am Putsch der Redaktion gegen den eigenen Verleger Poliakov teil. Poliakov hatte aus wirtschaftlichen Gründen den Umfang der Zeitung und die Freiheit der Zeitung einschränken müssen. In der Auseinandersetzung darüber tauchte plötzlich das Gerücht auf, dass Poliakov gemeinsame Sache mit den Nazis mache. Fast alle Redakteure glaubten diesem Gerücht, verließen das Pariser Tageblatt und gründeten eine eigene Zeitung, die Pariser Tageszeitung mit dem Chefredakteur Bernhard an der Spitze. Die erste Nummer erschien am 12. Juni 1936.
Ein in Exilkreisen gegründeter Untersuchungsausschuss, der auf das Betreiben der Zeitschrift Das Neue Tage-Buch von Leopold Schwarzschild zu Stande gekommen war und dem auch Georg Bernhard und Berthold Jacob angehörten, stellte wenig später fest, dass die Anschuldigungen gegen Poliakov haltlos waren und zu Unrecht erfolgt waren. Poliakov hatte sich nach dem Putsch bemüht, das Pariser Tageblatt weiterzuführen. Aber das Tageblatt hatte wegen der Leichtgläubigkeit der meisten Emigranten viele Leser verloren und war zudem durch kriminelle Aktivitäten der Redakteure und ihrer Unterstützer schwer getroffen und musste daher den Betrieb einstellen. So war der neue Chefredakteur Richard Lewinsohn bei einem Überfall krankenhausreif geprügelt worden, die Abonnentenkartei der Zeitung gestohlen worden und die Ausgabe des Tageblattes mit dem Bericht über den Coup vernichtet worden. Die Pariser Tageszeitung konnte dagegen bis zum 17. Februar 1940 in Paris erscheinen. 1938 gab Bernhard den Posten bei der Pariser Tageszeitung auf. Bernhard war weiterhin politisch tätig. Er hatte dem Ausschuss zur Vorbereitung einer deutschen Volksfront angehört und nahm 1938 als Vertreter der Vereinigung deutscher Emigranten in Frankreich an der Flüchtlingskonferenz des Völkerbundes in Evian teil. Nach dem deutschen Einmarsch 1940 wurde Bernhard wie viele Emigranten von den Franzosen im unbesetzten Südfrankreich interniert. Die Fluchthilfeorganisation von Varian Fry verhalf ihm 1941 zur Flucht nach New York. Dort starb er 1944.

## Nachleben
Ihm wurde an der Kleiststraße 19–21 in Schöneberg eine Berliner Gedenktafel gewidmet.
Im September 2020 gründeten Bundestagsmitarbeiter eine Initiative zur Förderung des jüdischen Lebens und zur Bekämpfung von Antisemitismus, die sie nach Georg Bernhard Bernhard-Kreis nannten. An der Initiative beteiligen sich Mitarbeiter aller im Bundestag vertretenen Parteien außer der AfD.

## Werke
- Georg Bernhard: Krach – Krisis und Arbeiterklasse. 48 S., Expedition d. Buchh. Vorwärts, Berlin 1902.
- Georg Bernhard: Berliner Banken (= Großstadt-Dokumente. Band 8). Hermann Seemann Nachf., Berlin ca. 1905. Digitalisierung: Zentral- und Landesbibliothek Berlin, 2014. URN urn:nbn:de:kobv:109-1-5939830.
- Georg Bernhard: Wie finanzieren wir den Krieg? 40 S., Hobbing, Berlin 1918.
- Georg Bernhard: Demokratische Politik. Grundlinien zu einem Partei-Programm. In: Vossische Zeitung. Ullstein, Berlin 1919.
- Georg Bernhard: Wirtschaftsparlamente. Von den Revolutionsräten zum Reichswirtschaftsrat. 141 S., Rikola Verlag, Leipzig 1923.
- Hugo F. Simon, Georg Bernhard, Harry Graf Kessler: In Memoriam Walther Rathenau, 24. Juni 1922. 24 S., Cranach-Presse, Weimar 1925.
- Georg Bernhard: Die deutsche Tragödie. Der Selbstmord einer Republik. 343 S., Orbis Verlag, Prag 1933.
- Georg Bernhard: Meister und Dilettanten am Kapitalismus im Reiche der Hohenzollern. 393 S., Allert de Lange, Amsterdam 1936.
- Georg Bernhard: Slave Labour in Europe. In: Congress Weekly, Vol. 9.1942, No. 14, 1938.
- Georg Bernhard unter dem Pseudonym Gracchus: Your M.P. Gollancz, London 1944, 110 S.